# Groovemetal
Groovemetal wordt gezien als een opvolger op het metalgenre thrashmetal. Dit genre is een mix van thrashmetal en hardrock met gitaren beïnvloed door bluesachtige patronen, verder zou het genre volgens sommigen zijn beïnvloed door deathmetal. Het grootste verschil tussen thrashmetal en groovemetal is dat bij groovemetal bijna altijd het drumwerk belangrijker (of even belangrijk) is dan het gitaarwerk (in tegenstelling tot andere metalgenres); de gemiddelde bezetting van een groovemetalband kent daarom ook meestal maar één gitarist. Ook is groovemetal vaak niet zo agressief als thrashmetal maar is de snelheid meestal vergelijkbaar met hardrock.
Bekende bands zijn onder andere Pantera, Channel Zero, Machine Head, Dagoba, Lamb Of God, Gojira en Sepultura.